# Golf de Gassin
Le Golf de Gassin est un golf international de dix-huit trous ayant une longueur de  6 045 mètres sur plus de 100 hectares. Il se situe dans la commune touristique de Gassin dans le département du Var en France, dans la presqu'île de Saint-Tropez.

## Histoire
Le projet du golf de Gassin date du début de la fin des années 1970 avec l’investisseur néerlandais Jian-Siep Riedstra. Un troisième projet sur 200 hectares, porté par la holding de Gérard Brémond, président du groupe Pierre & Vacances-Center Parcs, fut stoppé par l’opposition d’associations dénonçant l’atteinte à la loi littoral ou la protection d’espèces et des sites protégés. Le tribunal administratif de Nice stoppa le projet en 1991.
Le projet fut relancé en 1994 et une longue bataille judiciaire, le développement de cette zone d’aménagement concerté a repris en 2002 sous la houlette d’un conglomérat entre Colbert Orco, Jan-Siep Riedstra et la banque Lehman Brothers,. Cette banque, alors en faillite,  souhaitait vendre le golf en 2009. Il est dirigé par l'homme d'affaires néerlandais Wouter Guis.
Le Gassin Golf Country Club abritait à sa construction 171 maisons, réalisées par les architectes François Spoerry, auteur de l’extension du village de Gassin et de Port-Grimaud et François Vieillecroze pour 60 d’entre elles.
Le projet prévoyait initialement la construction d'un complexe immobilier, qui n'est pas réalisé en 2017.

## Description
Le golf dispose de dix-huit trous. Il a une longueur de 6 045 mètres.
Le tracé a été réalisé avec le concours notamment de Gary Player, Géry Watine (nl) et Thierry Sprecher.
Il est situé dans le quartier des Bayes entre ceux de la Colle-Bertaud au nord-ouest et de Val-de-Bois au sud-est. La colline qui l'abrite est exposée de l'ouest au sud.
Le parcours est praticable toute l'année grâce au climat favorable du golfe de Saint-Tropez.
Le golf de Gassin possède une structure d'entrainement avec un practice.

## Tournoi
Le golf accueille des tournois, privés ou publics, comme les 22e, en 2017, et 23e édition l'année suivante des Master des Champions ou des événements promotionnels ainsi que des expositions d'art.

## Adhérents
En 2017, Le club compte 190 licenciés, 116 hommes et 74 femmes.